# ルート・E・モーアマン
ルート・Ｅ.・モーアマン（Ruth E[lisabeth] Mohrmann, 1945年生）は、ドイツの民俗学者。ミュンスター大学（ノルトライン＝ヴェストファーレン州）ヨーロッパ・エスノロジー学科教授。

## 経歴
ニーダーザクセン州パイネ郡イルゼーデ（Ilsede Lk. Peine）出身、マールブルク、キール、ミュンヘンの諸大学で学び、特にキール大学でカール＝ジーギスムント・クラーマーに就いて文献史学の手法を取り入れた歴史民俗学・地域民俗学を修めた。クラーマーの下で手がけたホルシュタイン地方の中規模都市ヴィスターの歴史研究によって学位を得た後、ミュンスター大学でギュンター・ヴィーゲルマンに就いて近代初期都市の民衆生活の研究で教授資格を得た。1988年バイロイト大学のフォルクスクンデ（民俗学）教授、1993年からミュンスター大学教授として同大学民俗学科を主宰した。歴史民俗学の他、食文化史をレパートリーとする。

## 著作（日本語訳）
- 《屠殺を業とする者よ、汝、鮮血に染まるも・・・》 十九世紀の公共屠殺場の設立事情（原著 1991年）河野眞訳・解説　愛知大学『文明２１』第33号（2014）pp.103-127.（愛知大学国際コミュニケーション学会編「動物倫理の西洋文化」４）